# Blazar

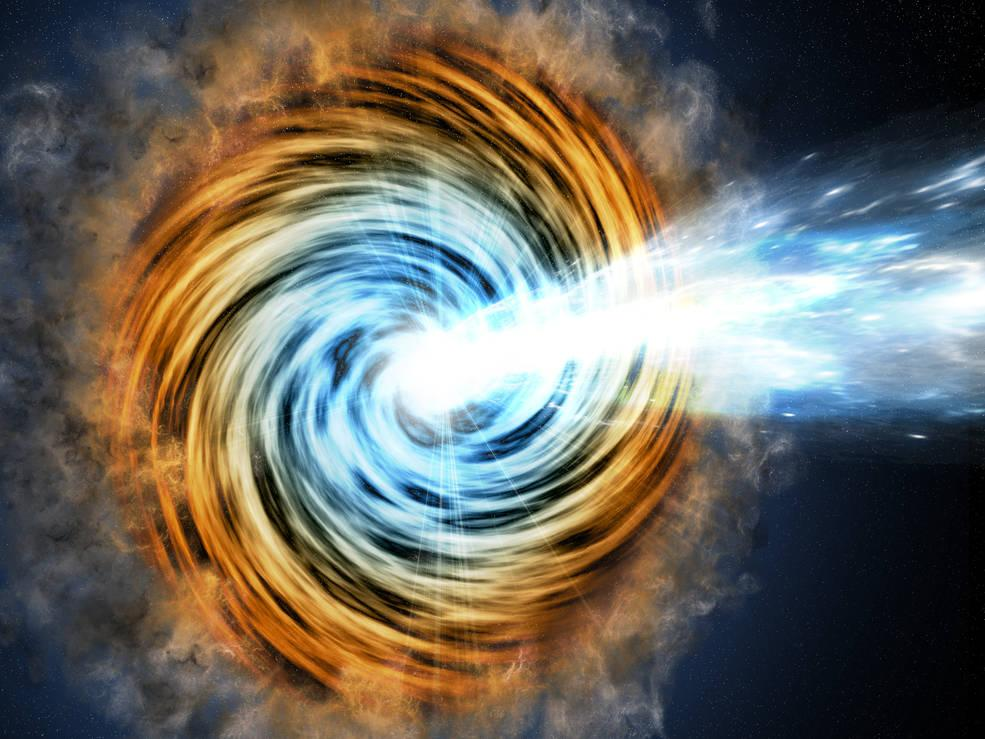
Modeltekening van een blazar

Een blazar is een zeer compacte quasar (quasi-stellaire radiobron) die geassocieerd is met een superzwaar zwart gat in het centrum van een actief reusachtig elliptisch sterrenstelsel. Ze bezitten een relativistische jet die ongeveer gericht is naar de Aarde. Blazars behoren tot de meest energetische bronnen in het heelal en zijn een belangrijk onderzoeksobject in de extragalactische astronomie.
Blazars behoren tot de grotere groep van actieve sterrenstelsels die een actieve galactische kern (active galactic nucleus; AGN) bezitten. Een kleine subgroep ervan zijn de zogenaamde "intermediate blazars", die eigenschappen bezitten van optische zeer variabele quasars (OVV quasars) en BL Lac objecten. De naam "blazar" is oorspronkelijk voorgesteld in 1978 door de astronoom Edward Spiegel om de combinatie van deze twee klassen objecten aan te geven. Er wordt algemeen aangenomen dat OVV quasars intrinsiek sterke radiosterrenstelsels zijn, terwijl BL Lac objecten intrinsiek zwakke radio-sterrenstelsels zijn.
Alternatieve modellen zoals zwaartekrachtlenzen kunnen waarnemingen van enkele blazars verklaren die niet consistent zijn met hun algemene eigenschappen. 

## Ontdekking

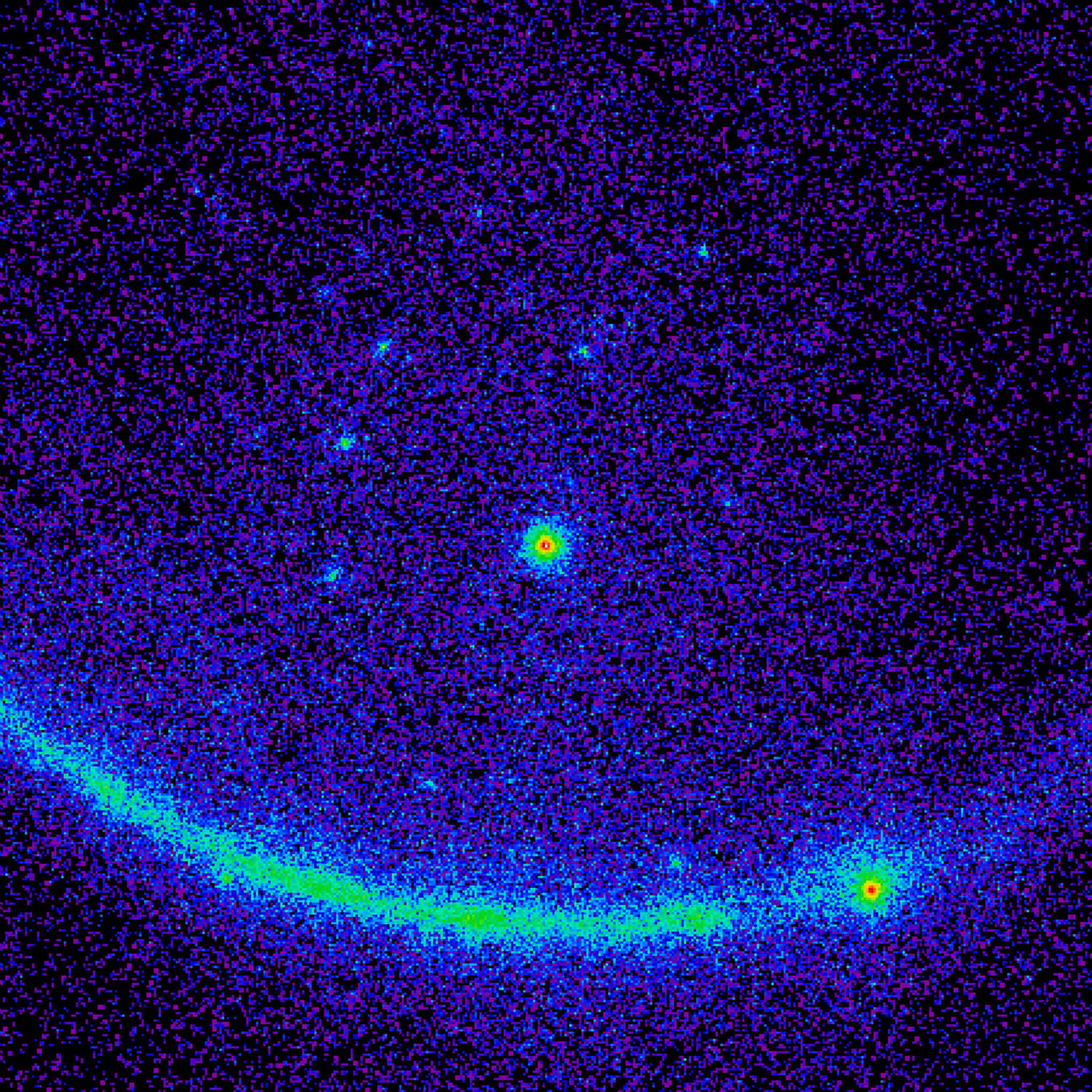
Gammastraling van de blazar 3C 279 gemeten door de Fermi Gamma-ray Space Telescope.

Veel van de helderste blazars zijn eerst (ten onrechte) geïdentificeerd als onregelmatig veranderlijke sterren in ons
eigen sterrenstelsel en niet als sterke sterrenstelsels op grote afstand. Deze blazars veranderen net als normale veranderlijke sterren in helderheid met tijdschalen van dagen of jaren, maar zonder bepaalde periode.
Al vroeg in de ontwikkeling van de radioastronomie had men een groot aantal heldere radiobronnen ontdekt. Aan het eind van de jaren 1950 was het oplossend vermogen van radiotelescopen groot genoeg om individuele radiobronnen te identificeren met hun optische tegenhangers, wat tot de ontdekking van quasars leidde. Er waren veel blazars tussen deze vroeg ontdekte quasars, en de quasar met de eerste (in 1963) gemeten roodverschuiving was 3C 273, een zeer variabele quasar die ook blazar is.
In 1968 werd een vergelijkbaar verband gevonden tussen de "variabele ster" BL Lacertae en de sterke radiobron VRO 42.22.01
. BL Lacertae vertoonde vele van de eigenschappen van quasars, maar het optische spectrum bezat geen spectraallijnen die gebruikt konden worden om de roodverschuiving te meten. De detectie van een zeer zwak geassocieerd sterrenstelsel toonde in 1974 aan dat BL Lacertae geen ster was.
Het kwam echter niet als een verrassing dat BL Lacertae een extragalactisch object was. Al in 1972 werden enkele variabele optische en radiobronnen ingedeeld als een nieuwe klasse objecten: de BL Lac objecten.
Vele blazars vertonen de aanwezigheid van een jet en de beweging van blobs in de jet lijkt soms sneller te zijn dan de lichtsnelheid (dit wordt superluminal motion genoemd).
In 2015 waren er 3561 blazars bekend.

## Structuur
Blazars, zoals alle AGNs verkrijgen waarschijnlijk hun energie doordat materie in een superzwaar zwart gat valt dat zich in het centrum van het geassocieerde sterrenstelsel bevindt. Gas, stof, en enkele sterren worden ingevangen en bewegen langs een spiraal naar het centrale zwarte gat, waardoor een hete accretieschijf ontstaat die een enorme hoeveelheid energie uitzendt in de vorm van fotonen, elektronen, positronen en andere elementaire deeltjes. Dit gebied is tamelijk klein - het heeft een diameter van ongeveer 10−3 parsecs.
Tot een afstand van enkele parsec van het centrale zwarte gat bevindt zich een grotere ondoorzichtige toroïde, die een heet gas bevat met daarin gebieden met hogere dichtheid. Deze "wolken" kunnen energie absorberen en emitteren die afkomstig is van gebieden dichter bij het zwarte gat. De wolken worden gedetecteerd als emissielijnen in het spectrum van de blazar.
Loodrecht op de accretieschijf stoot een paar relativistische jets een hoogenergetisch plasma weg van de AGN. De jets worden gecollimeerd door een combinatie van sterke magneetvelden en sterke winden vanuit de accretieschijf en toroïde. Binnen de jet wisselwerken de hoogenergetische fotonen en deeltjes met elkaar en met het sterke magneetveld. Deze relativistische jets kunnen een lengte hebben van vele tientallen kiloparsecs.
Al deze gebieden kunnen de waargenomen energieverdeling produceren, meest in de vorm van een niet-thermisch spectrum tussen laagfrequente radiogolven en de hoogenergetische gammastraling. Op sommige frequenties heeft de straling een hoge polarisatie (een polarisatiegraad van enkele procenten). Het niet-thermische spectrum wordt verklaard door synchrotronstraling tussen het radio en het röntgengebied en door inverse Compton straling voor de röntgen- en gammastraling. OVV quasars vertonen ook thermische straling in het ultraviolette gebied en zwakke optische emissielijnen. In BL Lac objecten zijn beide afwezig.
De waargenomen emissie van een blazar wordt sterk beïnvloed door relativistische effecten in de jet, een proces dat relativistic beaming wordt genoemd. De gemiddelde snelheid van het plasma in de jet kan tot
95%–99% van de lichtsnelheid bedragen (hoewel individuele deeltjes in alle richtingen kunnen bewegen).
De relatie tussen de lichtkracht die uitgezonden worden in het referentiekader van de jet en de op aarde waargenomen lichtkracht hangt af van de eigenschappen van de jet, zoals van de vraag of de lichtkracht ontstaat uit een schokfront of uit een serie heldere blobs in de jet, evenals van de details van de structuur van het magneetveld in de jet en de interactie ervan met de bewegende deeltjes.
Door relativistic beaming lijkt een jet die beweegt met een snelheid van 99,9% van de lichtsnelheid in een richting die een hoek van 5° ten opzichte van de gezichtslijn op aarde een waargenomen lichtkracht te hebben die 70 maal groter is dan de uitgezonden lichtkracht. Als de hoek 0° is zal de jet 600 maal helderder lijken. Echter de jet die in de tegenovergestelde richting beweegt zal zwakker lijken door dezelfde relativistische effecten. Daardoor zal een stelsel met twee identieke jets zeer asymmetrisch lijken te zien.
Een ander gevolg is dat een populatie van intrinsiek identieke actieve sterrenstelsels met willekeurige oriëntaties van de jet op aarde zeer inhomogeen zal lijken te zijn. Dit is daardoor het verband tussen blazars en radio-sterrenstelsels: Blazars zijn actieve sterrenstelsels met hun jet georiënteerd in de richting van de gezichtslijn. De speciale oriëntatie van de jet verklaart de bijzondere eigenschappen: de hoge lichtkracht, zeer snelle variaties, hoge polarisatiegraad (vergeleken met quasars die geen blazar zijn), en de schijnbare superluminal motions.

## Voorbeelden van blazars
Voorbeelden van blazars zijn 3C 454.3, 3C 273, BL Lacertae, PKS 2155-304, Markarian 421, Markarian 501, en S5 0014+81. 